# Стояново (Рамешковский район)
Стояново — деревня в Рамешковском районе Тверской области.

## География
Находится в восточной части Тверской области на расстоянии приблизительно 19 км на юг по прямой от районного центра посёлка Рамешки.

## История
Известна с XVI века как деревня с 7 дворами, владение князя Симеона Бекбулатовича. В середине XIX века одна часть деревни находилась во владении помещицы Елизаветы Петровны Нарымовой, другая часть принадлежала помещице А. Н. Калмышковой. В 1859 году Стояново — карельское владельческое сельцо, в нём 42 двора, в 1887 году — 49 дворов. В советское время работали колхозы «1 Мая», им. Сталина и «Кушалино». В 2001 году в 17 домах жили местные жители,11 домов принадлежало наследникам и дачникам. До 2021 входила в сельское поселение Кушалино Рамешковского района до их упразднения.

## Население
Численность населения: 235 человек в 1859 году, 264 — в 1887 году, 29 — в 1989 году, 45 — в 2002 году (из них 89 % русские), 38 — в 2010 году.